# Mitrídates V de Partia
Mitrídates IV de Partia gobernó el oeste del Imperio Parto durante el periodo 129-140. Era hermano de su antecesor Osroes I. Durante la invasión de Mesopotamia por el emperador romano Trajano en 116, él y su hijo Sinatruces II asumieron la diadema, pero fueron derrotados. Tras la muerte de Osroes I en 129 ascendió al trono y continuó la lucha con el rival rey Vologases III de Partia. Murió en un ataque a la Comagene en 140. Mitrídates IV había designado sucesor a su hijo Sinatruces, pero Sinatruces cayó en una batalla con los romanos. Otro hijo, Vologases IV de Partia, subió al trono tras la muerte de Vologases III en 147.